# ژانگ ژائوشو
ژانگ ژائوشو (انگلیسی: Zhang Zhaoxu؛ زادهٔ ۱۸ نوامبر ۱۹۸۷) بازیکن بسکتبال اهل چین است.
وی در مسابقات کشوری و بین‌المللی در مجموع برندهٔ ۲ مدال طلا شده‌است.